# Konrad Dollinger

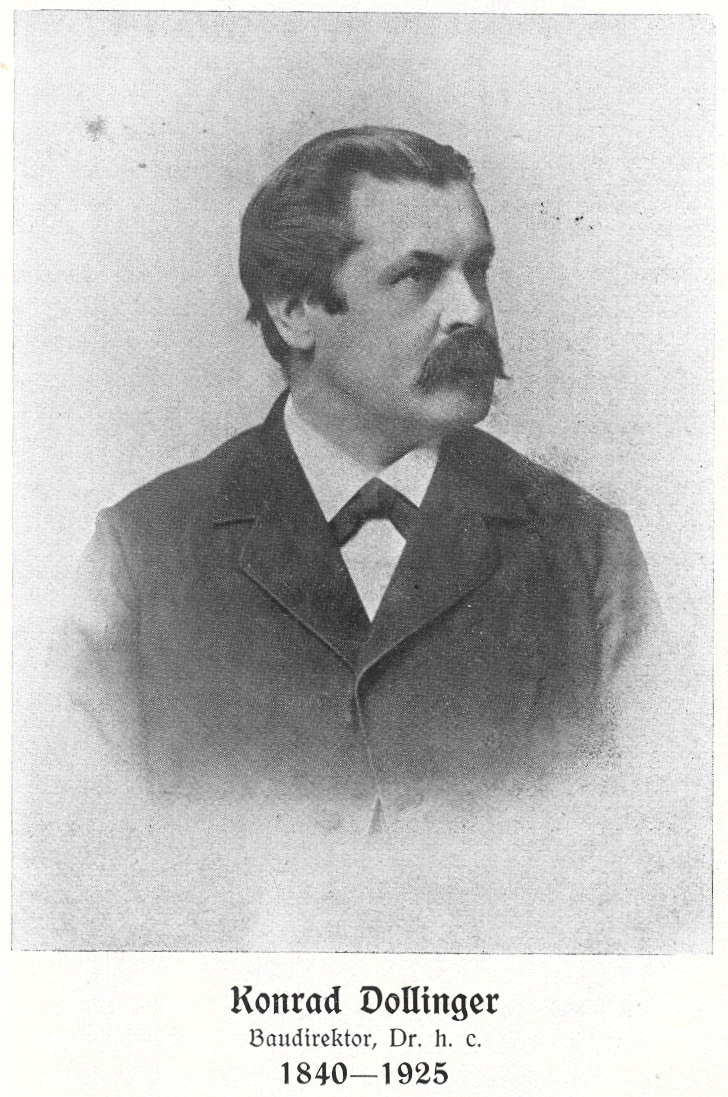

Konrad Dollinger, född 22 juni 1840 i Biberach an der Riß, död 22 oktober 1925, var en tysk arkitekt.
Dollinger studerade 1858-60 vid Polytechnikum i Stuttgart och 1860-62 i Christian Friedrich von Leins ateljé, gjorde studieresor i Tyskland och Italien. Åren 1862-63 ledde han byggandet av slottet Montfort i Langenargen, som kung Vilhelm I av Württemberg lät uppföra åt kronprins Karl. Därefter uppehöll han sig i Paris 1866-67, tills han 1867 blev järnvägsbyggnadsinspektör i Aulendorf. 
År 1870 blev han lärare i byggnadskonstruktionslära vid Byggverksskolan i Stuttgart, 1871 professor vid Polyteknikum på samma ort. Hans huvudarbeten är societetshuset vid Friedrichshafens badanstalt, krigarminnesvården i hans födelsestad, restaureringen av rådhuset i Tübingen (i sengotisk stil) och främst Garnisonskyrkan i Stuttgart (1875-79). Han utgav även Reiseskizzen aus Deutschland, Frankreich und Italien (1871-73). 